# Сердце (озеро, Иркутская область)
Се́рдце — озеро на Хамар-Дабане, расположенное у южного подножия пика Черского на высоте около 1720 метров над уровнем моря. Из озера вытекает речка Мангутайка, левый приток Левой Безымянной, впадающей в Байкал.
Рядом с водоёмом проходит популярная туристическая тропа, протяжённостью 25 км, на пик Черского, начинающаяся в городе Слюдянке.